# Yot Chiang Rai
Phraya Yot Chiang Rai (Yotchiangrai, auch Yot Mueang) war zwischen 1487 und 1495 König des Königreichs Lan Na im heutigen Nord-Thailand.
Yot Chiang Rai war ein Sohn von Thao (Prinz) Bunrueang, dem einzigen Sohn von König Tilokarat. Er sorgte für die Einäscherung seines Großvaters im Wat Maha Potharam, Chiang Mai, der Hauptstadt von Lan Na. Anschließend ließ er eine große Stupa errichten, um die Asche Tilokarats aufzunehmen.
1492 ließ Yot Chiang Rai den Wat Tapo Tharam errichten und übergab 1495 die Herrschaft an seinen Sohn Phraya Kaeo, wohl auf Drängen des Adels, der mit seiner Herrschaft unzufrieden war.